# Parténope (Händel)
Parténope (título original en italiano: Partenope, HWV 27) es una ópera en tres actos con música de Georg Friedrich Händel, estrenada en el King's Theatre de Londres el 24 de febrero de 1730.

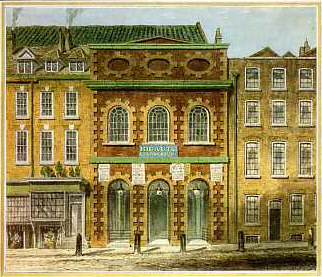
El King's Theatre, representado en una postal de 1783.

La ópera usa un libreto en italiano adaptado por mano desconocida, a partir de un libreto escrito originariamente en 1699 por Silvio Stampiglia. El libreto de Stampiglia había recibido muchas otras versiones musicales con anterioridad, incluyendo una de Caldara que Händel pudo haber visto en Venecia alrededor del año 1710.
Fue la primera ópera de Händel que se puede considerar cómica o, más bien, no seria, desde la muy anterior Agripina, rompiendo con las tradicionales óperas serias por las que el compositor era conocido en Londres. Originalmente propuso el libreto a la compañía de ópera de la Royal Academy of Music en 1726. Sin embargo rechazaron la obra por su naturaleza frívola, sus relativamente escasas arias amplias y sus largos pasajes de recitativo. La ópera fue presentada durante la temporada de 1730 en el King's Theatre cuando Händel estaba trabajando como socio del director John James Heidegger. La partitura fue terminada por Händel justo dos semanas antes del estreno.

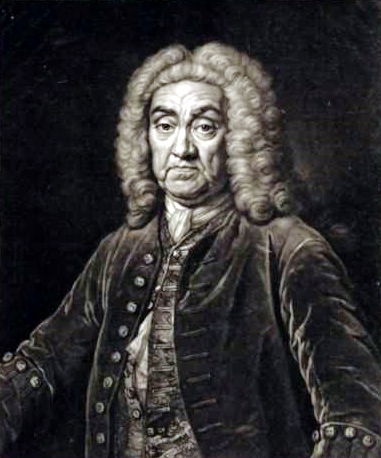
John James Heidegger. Retrato hecho por John Faber Junior a partir de otro, obra de Jean-Baptiste van Loo.

Actualmente se representa poco. En las estadísticas de Operabase aparece con solo 6 representaciones en el período 2005-2010.